# Ординський вихід
Ординський вихід — руська назва данини, яку в 13—15 ст. щорічно сплачували на користь ханів Золотої Орди землі, що зберігали внутрішнє самоуправління. Ординський вихід складався із грошових і натуральних стягнень, а також рабів. Його розмір невідомий, але він узгоджувався між руськими князями та золотоординськими ханами. Зокрема, у Галицько-Волинському князівстві Ординський вихід збирали Романовичі. Від ординського уряду збиранням О.в. початково відали улусні даруги (посадовці високого рангу, у компетенцію яких входив збір податків), але досить скоро значного поширення набула практика відкупів, що зосередилася в руках мусульман. Після розпаду Золотої Орди спадкоємцями О.в. стали кримські хани.
Термін «вихід» є калькою з арабської «харадж» (данина), яке походить від дієслова «хараджа» (виходити).